# Corona Junior
Corona Junior is een Brits historisch merk van motorfietsen.
De bedrijfsnaam was: The Meteor Mfg. Co. Ltd., London
The Meteor Mfg. Co. was een nogal veelzijdig bedrijf. Men produceerde de elektrische voertuigen van Carl Opperman, maar daarnaast ook vliegtuigonderdelen en allerlei transportvoertuigen.
Na de Eerste Wereldoorlog ging men onder de merknaam "Corona Junior" ook motorfietsen maken, maar men leverde slechts één model met een 448cc-zijklepmotor. Deze motor had al een automatisch smeersysteem en de machine was voorzien van een opvallende zwart/wit gestreepte tank. Er waren verschillende aandrijfmogelijkheden, die naar wens van de klant gemonteerd werden. In 1920 werd het automatische smeersysteem vervangen door een oliepomp en in elk geval verviel de mogelijkheid om een tweeversnellingsbak te monteren. In 1922 leverde men alleen nog een model met een Sturmey-Archer drieversnellingsbak, maar in 1923 werd de hele productie beëindigd.